# Bugtraq
Bugtraq est une liste de diffusion consacrée à des problèmes de sécurité informatique. Bugtraq diffuse des discussions sur les nouvelles vulnérabilités connues et leurs méthodes d'exploitations ainsi que des annonces de professionnels de sécurité. Il vise aussi à trouver des solutions. Cela représente un important volume mais c'est presque exhaustif des vulnérabilités connues.
Bugtraq a été créé le 5 novembre 1993 par Scott Chasin en réponse aux problèmes de sécurité d'Internet de l'époque, en particulier CERT. La politique de Bugtraq était de publier les vulnérabilités sans se soucier de supprimer la sécurité par l'obscurité ; cela correspond à un mouvement appelé Full disclosure.
Elias Levy (en), aussi appelé Aleph One, nota dans une interview que « l'environnement en ce moment est tel que les vendeurs ne créent pas de patchs — pour fixer les problèmes de sécurité. Donc le problème était de fixer les problèmes que les entreprises ne résolvaient pas. »
La liste de diffusion était très innovante[évasif] mais l'utilité immédiate devint finalement très mauvaise[non neutre]. La modération commença le 5 juin 1995. Elias Levy fut le modérateur de la liste du 14 juin 1996 jusqu'au 15 octobre 2001. David Mirza Ahmad, un des co-auteurs de Hack Proofing Your Network, prit le relais jusqu'au 23 février 2006. David McKinney, un analyste des menaces profondes de Synantec le remplaça et est l'actuel modérateur.
Bugtraq était originellement hébergé par Crimelab.com. Ça a ensuite été déménagé au Brown University NetSpace Project — qui a depuis été réorganisé en NetSpace Foundation — le 5 juin 1995, le jour même de sa création. En juin 1999, Bugtraq devint la propriété de SecurityFocus et fut déplacé là-bas. SecurityFocus fut rachetée entièrement par Symantec le 6 août 2002.